# 後藤繁樹
後藤 繁樹（ごとう しげき、1940年4月1日 - ）は、日本の実業家、元馬主。

## 経歴・人物
愛知県出身。1971年、名古屋市に本社を置く運送会社である秋田運輸株式会社（現アキタ株式会社）の代表取締役社長に就任、ほか一宮市で高齢者福祉施設などを運営する社会福祉法人たんぽぽ福祉会の理事長を務めた。現在は同福祉会理事のほか、一宮紡毛株式会社の代表取締役を務める。
座右の銘は、『大きな素晴らしいことをやりたいと考え、それを絶えず念頭に置く。すると月日が経つにしたがって、いつのまにか念願を達成できる』。また趣味はゴルフで、馬主として所有した活躍馬であるサニングデールはJRAの調教師の瀬戸口勉と訪れたイギリスのゴルフ場の名前に由来しているほか、マレーシアにあるゴルフ場に由来するロイヤルセランガーという馬も所有した。

### 不祥事
- 1986年、秋田運輸における法人税法違反により起訴され、名古屋地方裁判所によって会社に罰金2,500万円、後藤に懲役1年（執行猶予3年）の有罪判決が下される[6]。
- 2010年6月22日、秋田運輸において他2名と共謀した脱税の疑いにより、法人税法違反で逮捕される[3][7]。

## 馬主活動

後藤の勝負服

日本中央競馬会（JRA）および地方競馬全国協会（NAR）に登録する馬主としても知られる。勝負服の柄は黄、紫二本輪、紫袖、冠名は初期は「リキ」を用いていたが、後年は馬名の前後に「ストーン」が付くことが多かった。また前述のようにゴルフ好きであることから、海外のゴルフ場の名称から命名することも多かった。
馬主となったきっかけは、友人に名古屋競馬場の調教師を紹介されたこと。当時は馬券を買ったこともなく、また競馬よりも競輪に興味があったという。
1990年代には曾田農園（のちレキシントンファーム、現チャンピオンズファーム）を前経営者から引き継ぎ、オーナーブリーダーとしても活動。同農園の後藤の生産所有馬からはアーバンストリートなどの活躍馬がいる。
2010年6月に法人税法違反で逮捕されたあと、所有馬の購入にあたり脱税により捻出された2,000万円を使用していたことが判明。こののち後藤は所有馬を手放し、同年8月1日の出走を最後に百万武夫などの馬主に名義変更された。

### エピソード
- サニングデールが高松宮記念を制した1週間ほど前の2004年3月20日に後藤の母・富子が90歳で死去しており、同馬の主戦である福永祐一も告別式や墓参のために北海道を訪れていた[2][9]。このレースでの勝利後に後藤は、「悪いこともあれば、いいこともあるものだね」[9]と語っている。

### 来歴
- 1974年頃 - 名古屋競馬で馬主資格取得[2]。
- 1982年 - JRAの馬主資格取得[2]
- 1984年頃 - シンガポールでも馬主となる[2]。
- 2000年 - リキセレナードが小倉3歳ステークスを制し、重賞初制覇。
- 2004年 - サニングデールが高松宮記念を制し、GI競走初制覇[2]。

## 主な所有馬

### GI級競走優勝馬
- サニングデール（2002年ファルコンステークス、函館スプリントステークス、CBC賞、高松宮記念2着、2004年阪急杯、高松宮記念、JBCスプリント3着）

### 重賞競走優勝馬
- リキセレナード（2000年小倉3歳ステークス）
- アーバンストリート[注 1]（2009年シルクロードステークス）

### その他の所有馬
- シルポート[注 2]（2010年都大路ステークス、エプソムカップ2着）
- サミットストーン[注 3]